# Byrsocryptoides
Byrsocryptoides är ett släkte av insekter. Byrsocryptoides ingår i familjen långrörsbladlöss.
Kladogram enligt Catalogue of Life:
| Byrsocryptoides | \| \| Byrsocryptoides zelkovae \| \| \| \| \| \| Byrsocryptoides zelkovaecola \| \| \| \| |
|                 | \| \| Byrsocryptoides zelkovae \| \| \| \| \| \| Byrsocryptoides zelkovaecola \| \| \| \| |
|                 | Byrsocryptoides zelkovae                                                                  |
|                 |                                                                                           |
|                 | Byrsocryptoides zelkovaecola                                                              |
|                 |                                                                                           |